# Hasta ahora (álbum)
Hasta ahora es el título del primer álbum de grandes éxitos grabado por el dúo musical mexicano-argentino Sin Bandera. Fue lanzado al mercado bajo el sello discográfico Sony BMG Norte el 4 de diciembre de 2007.

El álbum fue producido de nueva cuenta por el músico, cantautor, compositor, arreglista y productor musical mexicano Áureo Baqueiro. con el único tema inédito «Pero no».

## Lista de canciones
- Todas las canciones escritas y compuestas por Leonel García y Noel Schajris, excepto donde se indica.

| Hasta ahora |                          |                                                |          |  |
| N.º         | Título                   | Escritor(es)                                   | Duración |  |
| 1.          | «Entra en mi vida»       | Leonel García · Noel Schajris                  | 4:09     |  |
| 2.          | «Qué lloro»              | Leonel García                                  | 4:02     |  |
| 3.          | «Pero no»                | Leonel García · Noel Schajris                  | 4:20     |  |
| 4.          | «Te vi venir»            | Leonel García · Noel Schajris                  | 3:15     |  |
| 5.          | «Sirena»                 | Áureo Baqueiro · Leonel García · Noel Schajris | 4:29     |  |
| 6.          | «Que me alcance la vida» | Leonel García · Noel Schajris                  | 3:50     |  |
| 7.          | «Mientes tan bien»       | Leonel García                                  | 3:48     |  |
| 8.          | «Tócame»                 | Leonel García                                  | 4:40     |  |
| 9.          | «Kilómetros»             | Leonel García · Noel Schajris                  | 3:42     |  |
| 10.         | «Ves»                    | Leonel García · Noel Schajris                  | 3:34     |  |
| 11.         | «Suelta mi mano»         | Leonel García · Noel Schajris                  | 4:00     |  |
| 12.         | «Si tú no estás»         | Rosana                                         | 3:47     |  |
| 13.         | «Amor real»              | Leonel García · Noel Schajris                  | 4:04     |  |
| 14.         | «Será»                   | Ricardo Montaner · Ilan Chester                | 3:35     |  |
| 15.         | «Kilómetros» (Demo)      | Leonel García · Noel Schajris                  |          |  |
| 16.         | «Y llegaste tú» (Demo)   | Andrés De León · Leonel García · Noel Schajris |          |  |
| 17.         | «Si me besas» (Demo)     | Leonel García · Noel Schajris                  |          |  |
| 18.         | «Para alcanzarte» (Demo) | Leonel García · Noel Schajris                  |          |  |
| 68:55       |                          |                                                |          |  |

ESTA COMPILACIÓN © MMVII. SONY BMG MUSIC ENTERTAINMENT (México), S.A. DE C.V.

## Sencillo
- 2007: «Pero no»

## Posicionamiento en las listas
| Lista (2007/2008)               | Máxima posición |
| ------------------------------- | --------------- |
| U.S. Billboard Top Latin Albums | 18              |
| U.S. Billboard Latin Pop Albums | 8               |

## Certificaciones
| País   | Organismo certificador | Certificación | Ventas certificadas | Ref.  |
| ------ | ---------------------- | ------------- | ------------------- | ----- |
| México | AMPROFON               | Oro           | 30,000              | [ 2 ] |